# Astyanax xavante
Astyanax xavante är en fiskart som beskrevs av Garutti och Venere 2009. Astyanax xavante ingår i släktet Astyanax och familjen Characidae. Inga underarter finns listade.